# Дейр ель-Бахрі
Дейр ель-Бахрі (араб. االدير البحري) — археологічна зона в околицях Луксора (стародавні Фіви), перші важливі знахідки в якій були зроблені Гастоном Масперо в 1881 році. Наступними дослідженнями були відкриті три поминальних храми, що належать фараонам Ментухотепу II (XXI століття до н. е., обнесений колонадою і увінчаний пірамідою), Хатшепсут (XV століття до н. е., на трьох терасах з гіпостилем) і Тутмосу III (XV ст. до н. е.) Разом з іншими пам'ятниками Фів охороняється як пам'ятник Всесвітньої спадщини.

## Храм Хатшепсут
Заупокійний храм цариці-фараона Хатшепсут в давнину іменувався Джесера Джесера — «Священний зі священних». Він будувався протягом 9 років — з 7-го (імовірно, 1482 до н. е.) по 16-й рік правління цариці (1473 до н. е.). Його архітектором був Сенмут, і, хоча храм багато в чому повторював храм фараона Середнього царства Ментухотепа II, що знаходиться поряд, але його величні колони вражають уяву і в наші дні. В свій час, цей храм був багато в чому унікальний, демонструючи бездоганну гармонію архітектурного комплексу за 1000 років до зведення Парфенона в Афінах.
Джесер Джесеру складався з трьох великих терас, прикрашених портиками з білосніжними вапняковими протодоричними колонами. У центрі тераси були розділені масивними пандусами, які ведуть нагору, до святилища храму. Тераси храму були прикрашені численними яскраво розписаними осіричними пілястрами цариці, її уклінними колосальними статуями і сфінксами, багато з яких зберігаються в зібраннях Єгипетського музею в Каїрі і музею метрополітен в Нью-Йорку. До першої з терас вела довга алея поліхромних пісковикових сфінксів цариці, обсаджена завезеними з Пунта мирровими деревами. Сфінкси перебували з двох сторін дороги шириною приблизно в 40 метрів, що веде від нижньої тераси храму до кордону пустелі і зрошуваних полів долини Нілу, де був споруджений гігантський пілон. Крім самої цариці, комплекс в Дейр-ель-Бахрі був присвячений Амону-Ра, батьку Хатшепсут Тутмосу I, провіднику в загробний світ Анубісу і Хатхор Іментет — володарці некрополів Західних Фів і великої захисниці померлих. Перед самим храмом був розбитий сад з екзотичних дерев і чагарників, вириті Т-подібні басейни.
Унікальні рельєфи храму в Дейр-ель-Бахрі, приголомшують найвищим рівнем свого виконання, і розповідають про основні події царювання Хатшепсут. Так, на стінах портика нижньої тераси зображена доставка обелісків цариці з Асуана в Карнак і ритуальні сцени, пов'язані з ідеєю об'єднання Верхнього і Нижнього Єгипту. Рельєфи другої тераси оповідають про божественний союз батьків Хатшепсут — бога Амона і цариці Яхмес і про знамениту військово-торговельну експедицію в далеку країну Пунт, споряджену царицею на 9-му році правління. Ідея єдності Обох земель зустрічається ще раз на перилах пандуса, що сполучає другу і третю тераси храму. Нижня основа цих сходів прикрашена скульптурними зображеннями гігантської кобри — символу богині Уаджет, — хвіст яких піднімався вгору по верхній частині перил. Голову змії, яка уособлює покровительку Нижнього Єгипту Уаджет, своїми крилами обрамляє сокіл Хор Бехдетський, бог-покровитель Верхнього Єгипту.
По краях другої тераси розташовані святилища Анубіс а і Хатхор. Обидва святилища складаються з 12-колонних гіпостильних зал, розташованих на терасі, і внутрішніх приміщень, які входять у глиб скелі. Капітелі колон святилища Хатхор були прикрашені позолоченими ликами богині, спрямованими на захід і схід; на стінах святилища зображена сама Хатшепсут, яка п'є божественне молоко з вимені священної корови Хатхор. Верхня тераса храму була присвячена богам, що дарували життя Єгипту, і самої Хатшепсут. По боках центрального двору третьої тераси розташовані святилища Ра і батьків Хатшепсут — Тутмоса I і Яхмес. В центрі цього комплексу розташована Святая Святих, святилище Амона-Ра, яке було найголовнішою і самої потаємної частиною всього храму Дейр-ель-Бахрі.

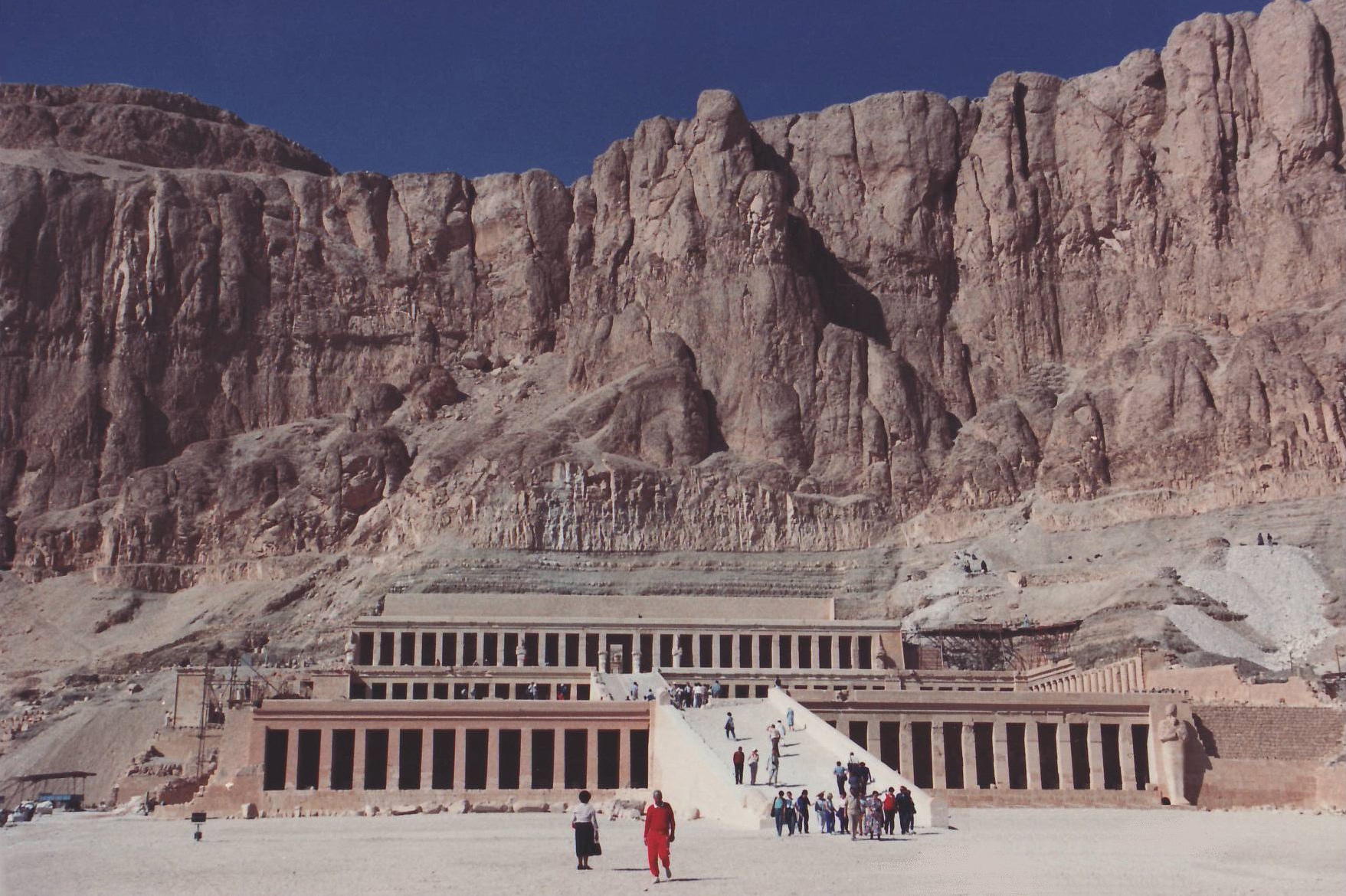
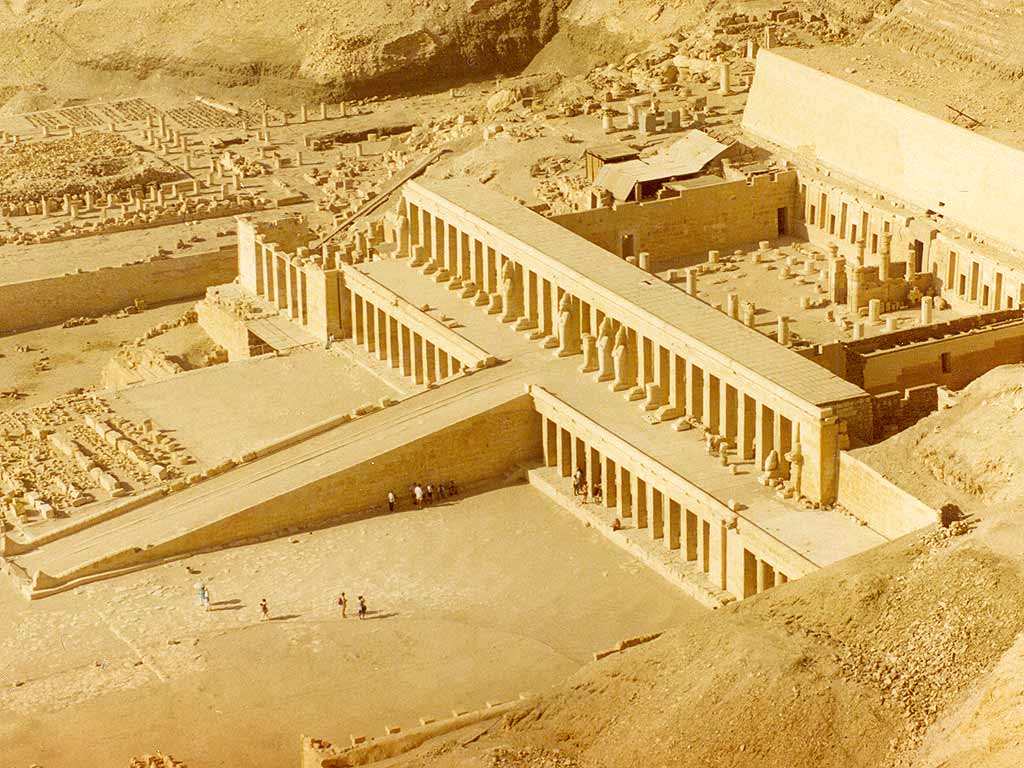
Загальний вид храму Хатшепсут
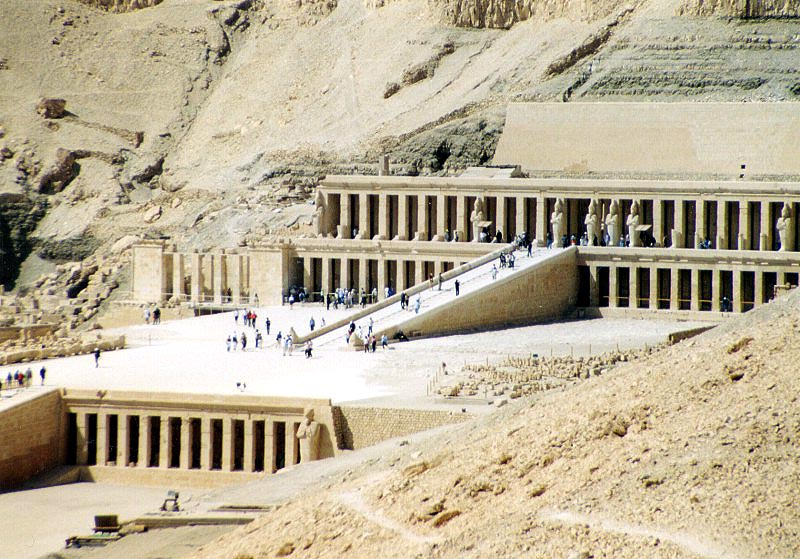
Три рівня терас
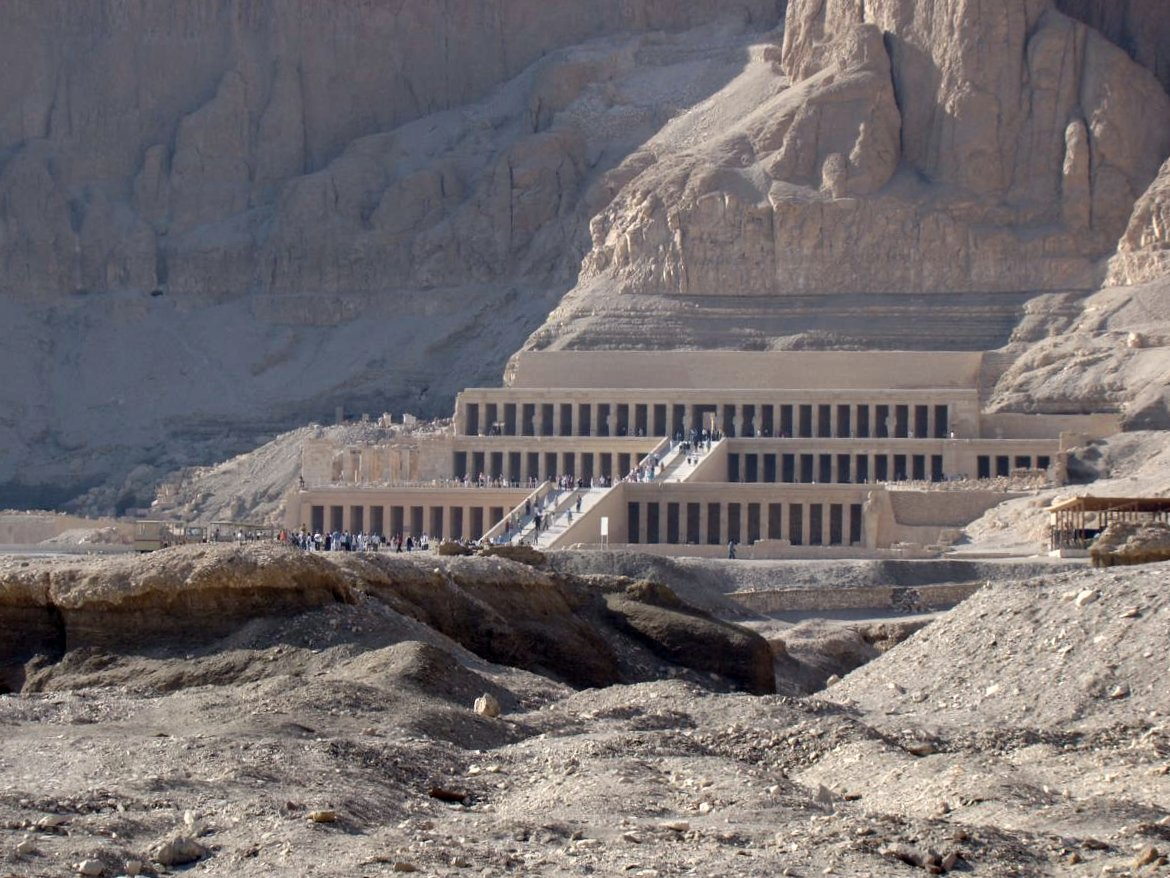
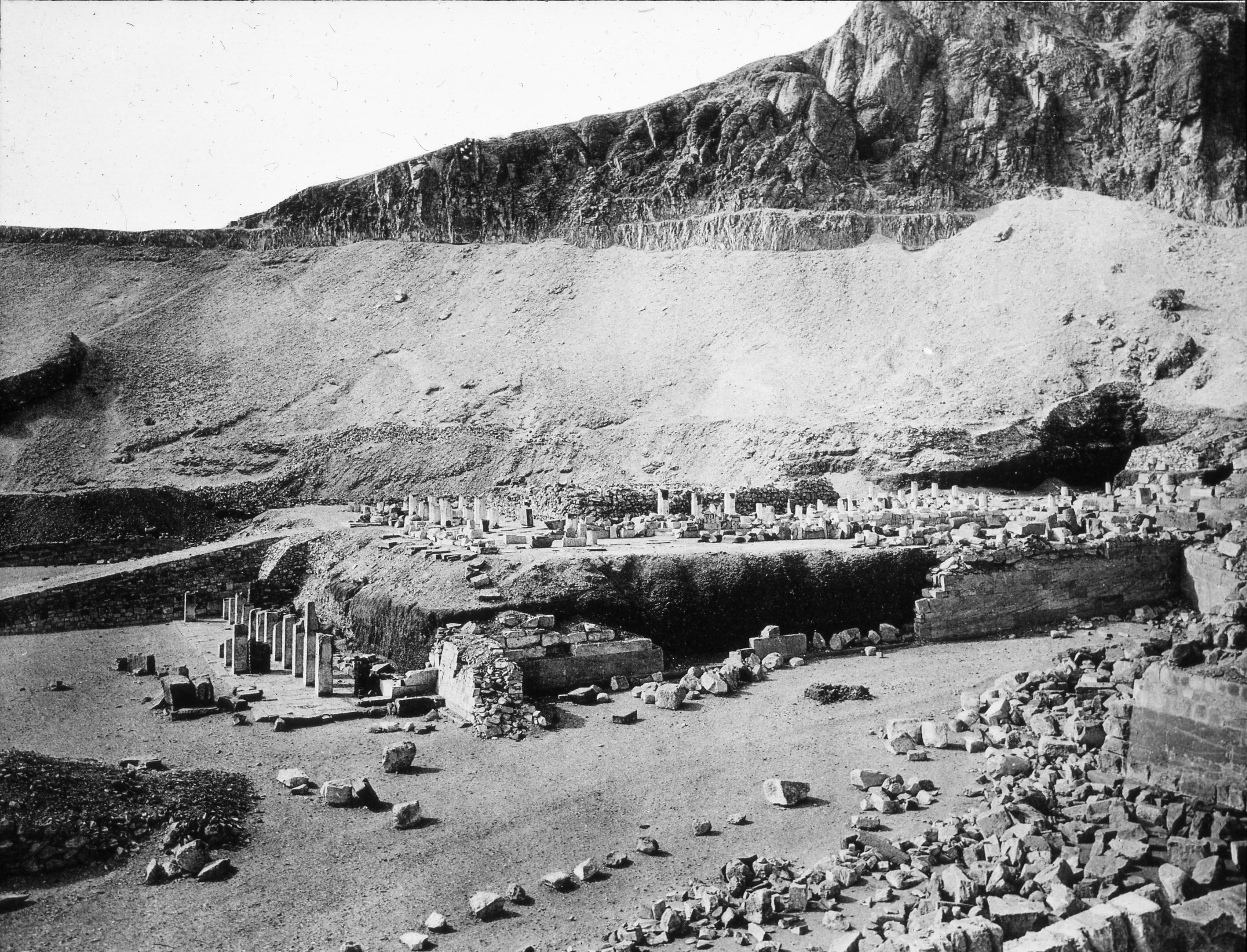
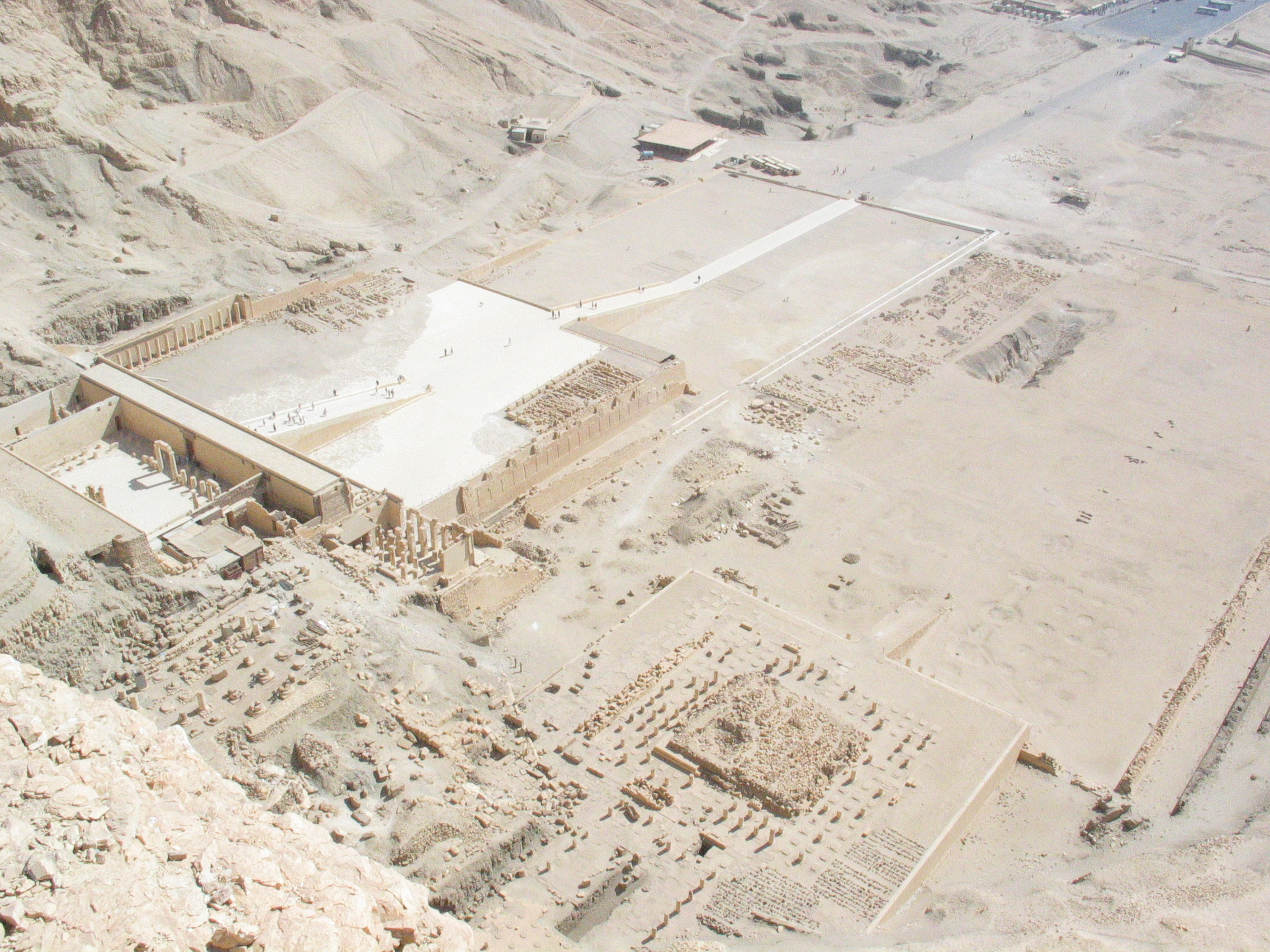
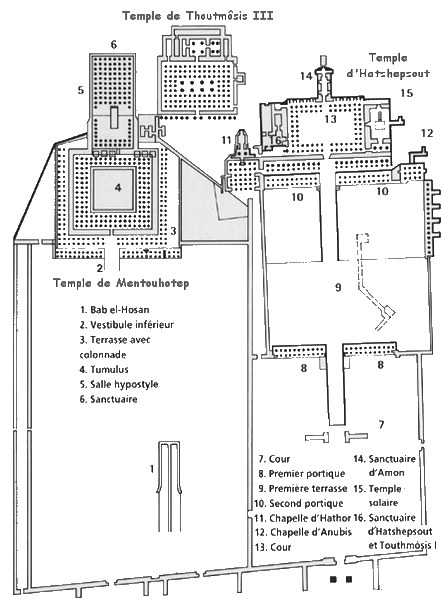
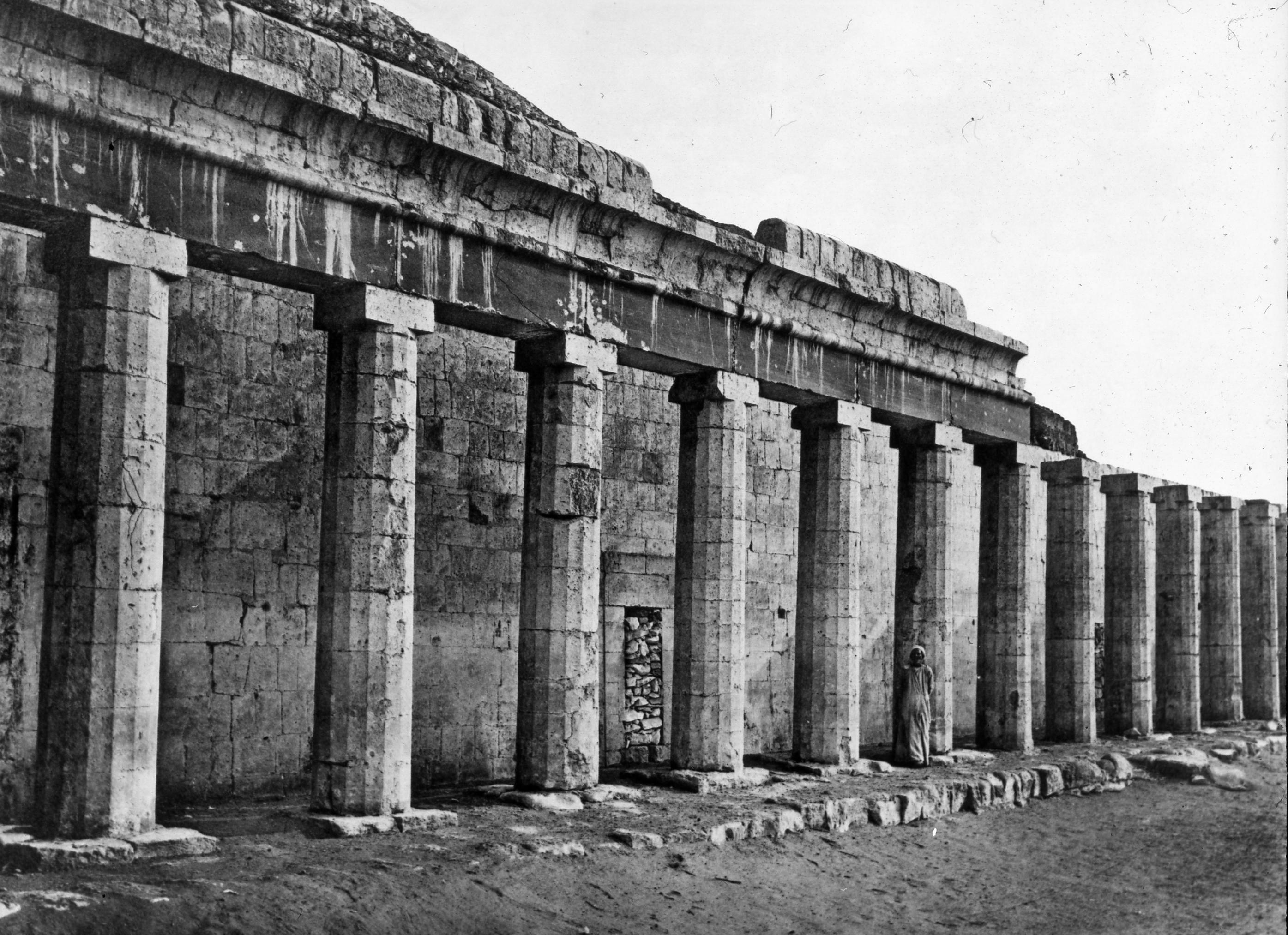
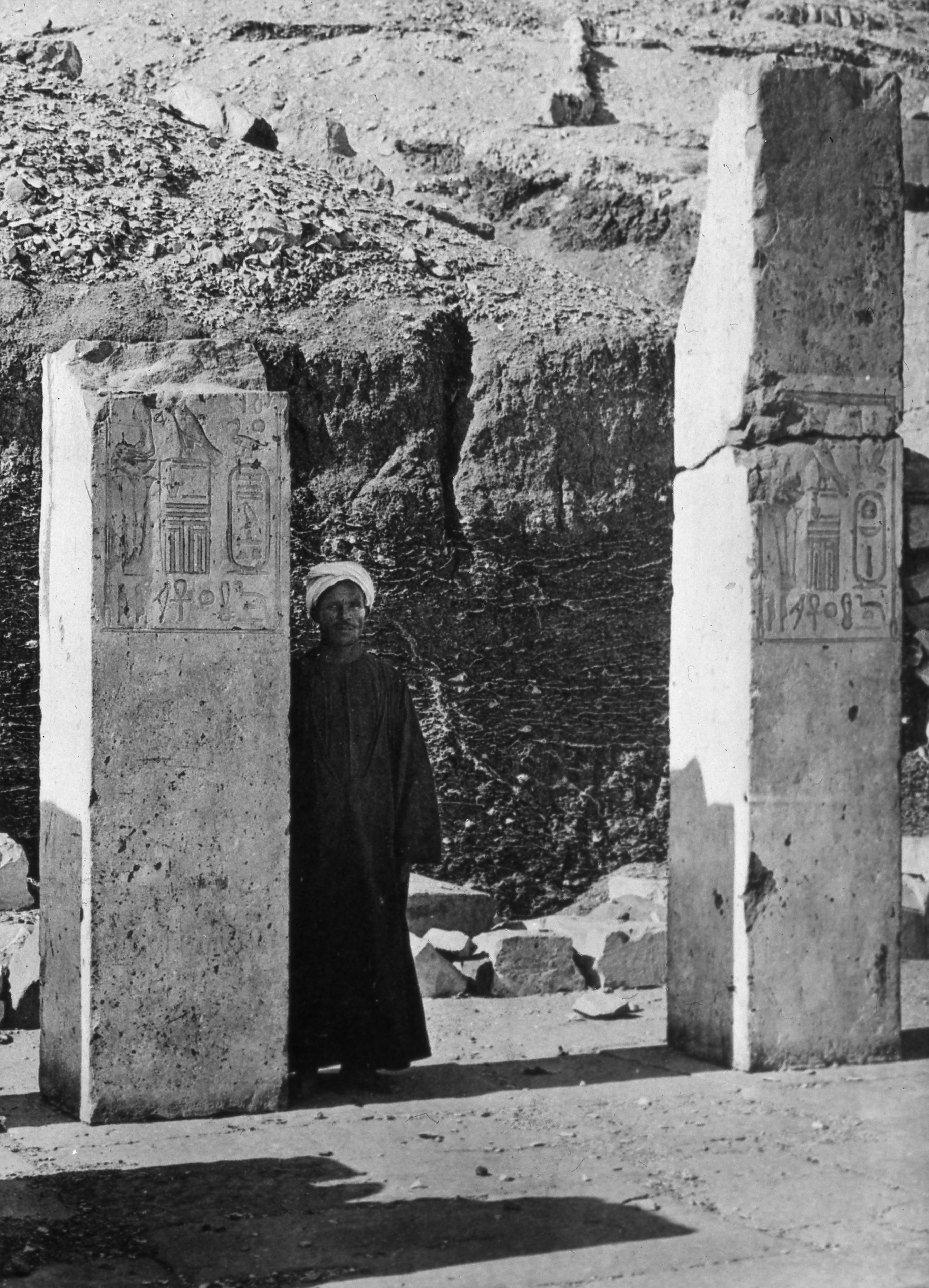
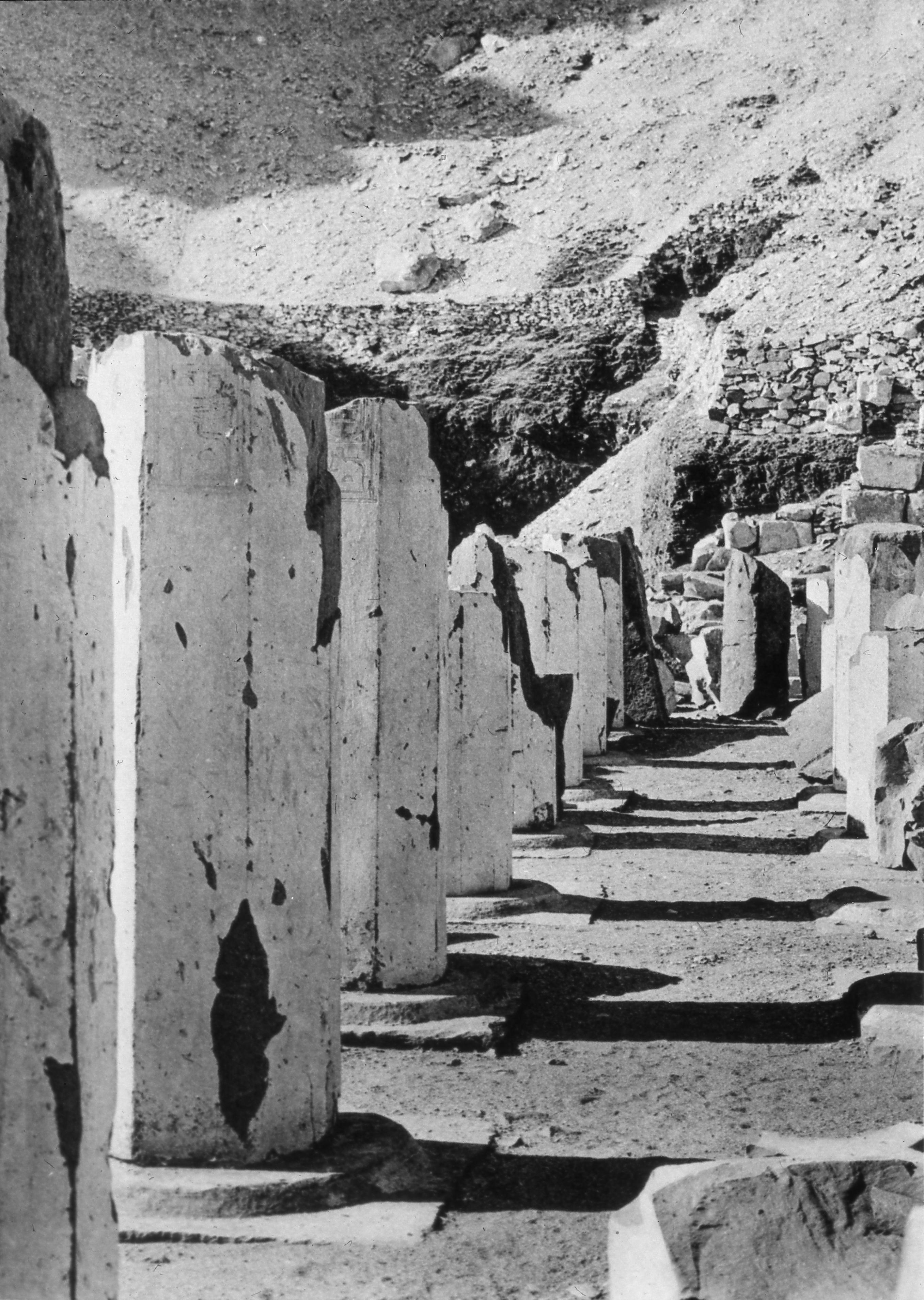
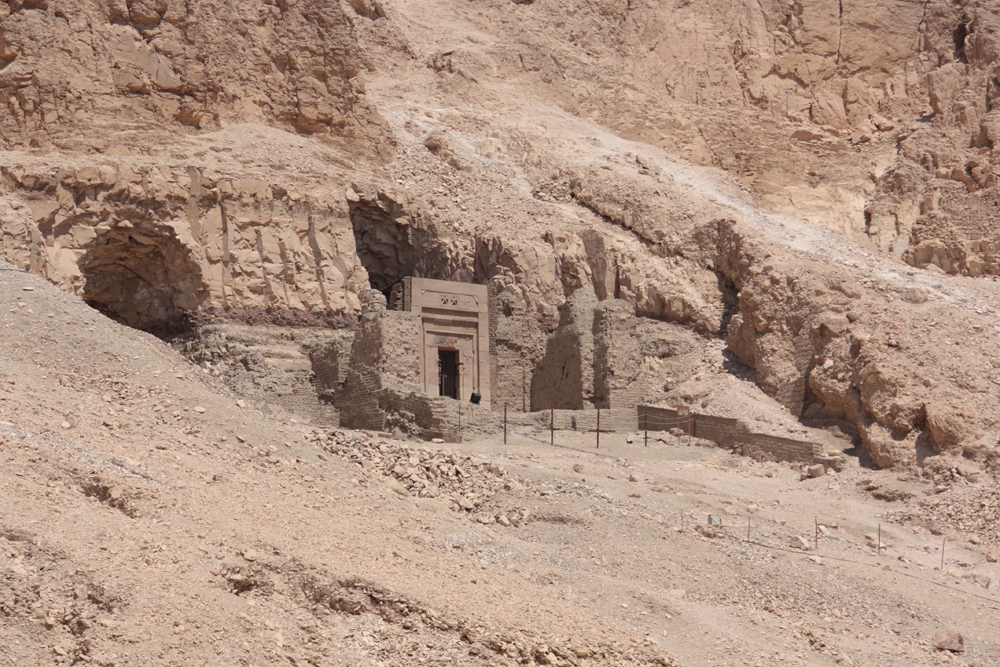
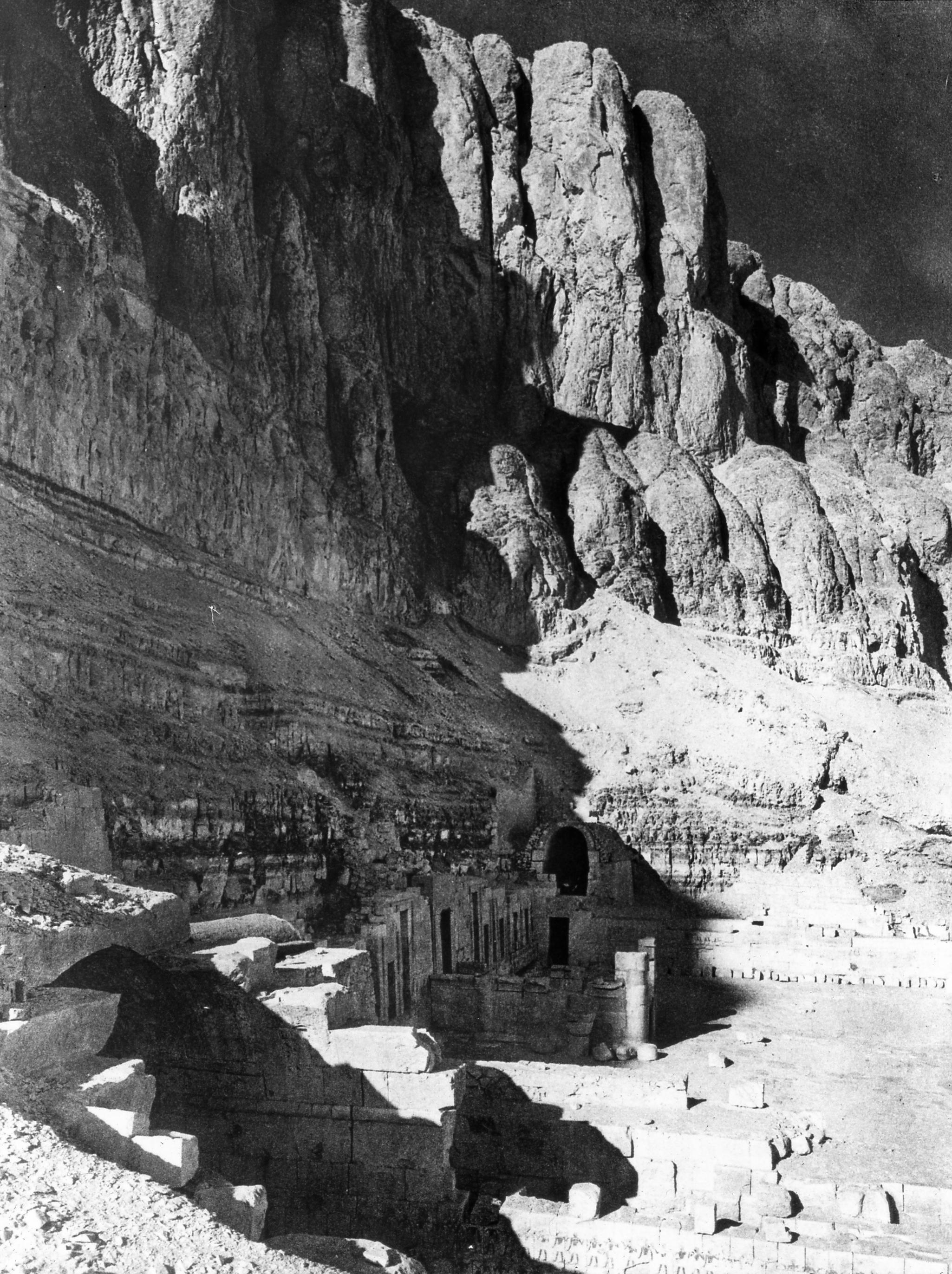
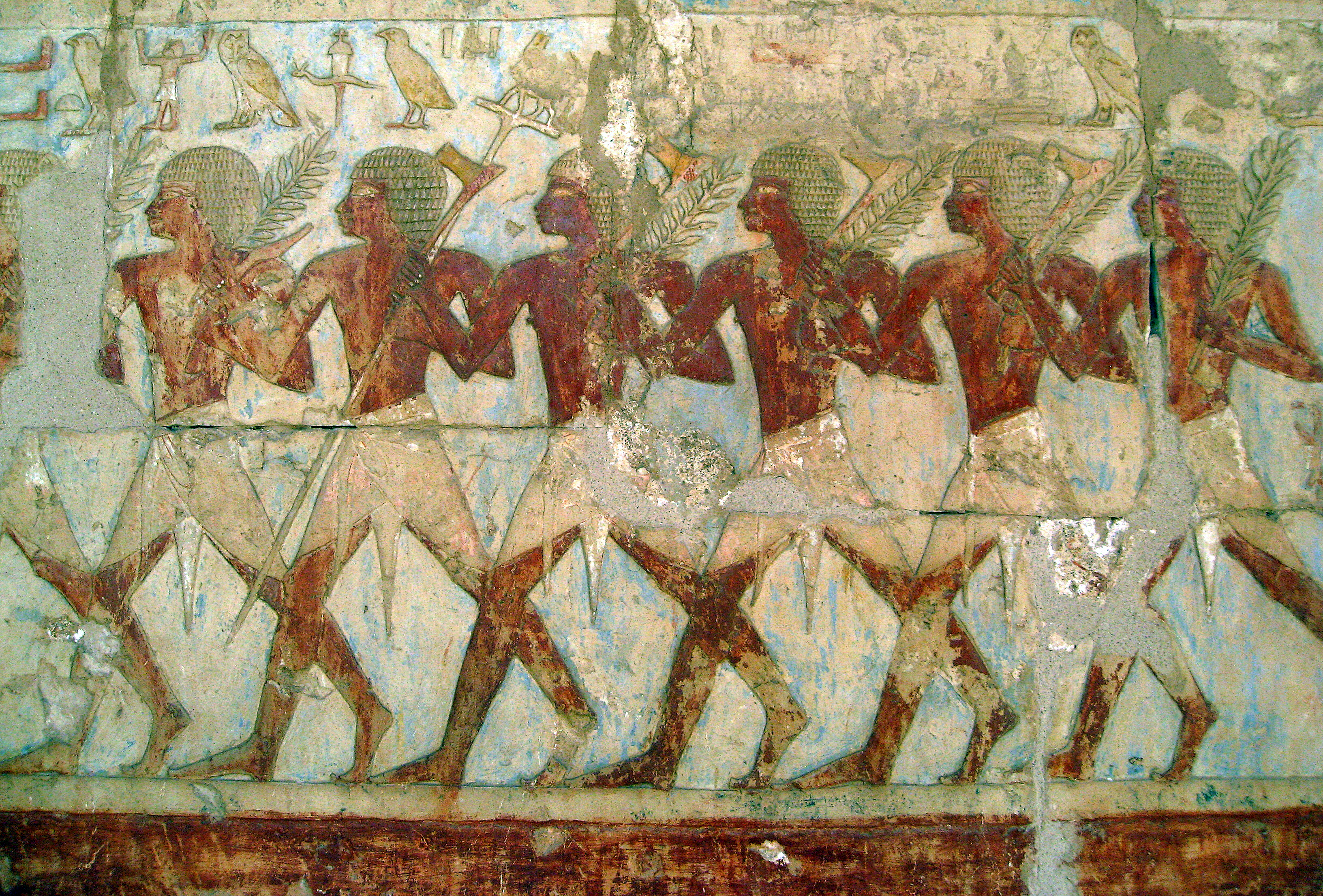
Стінопис
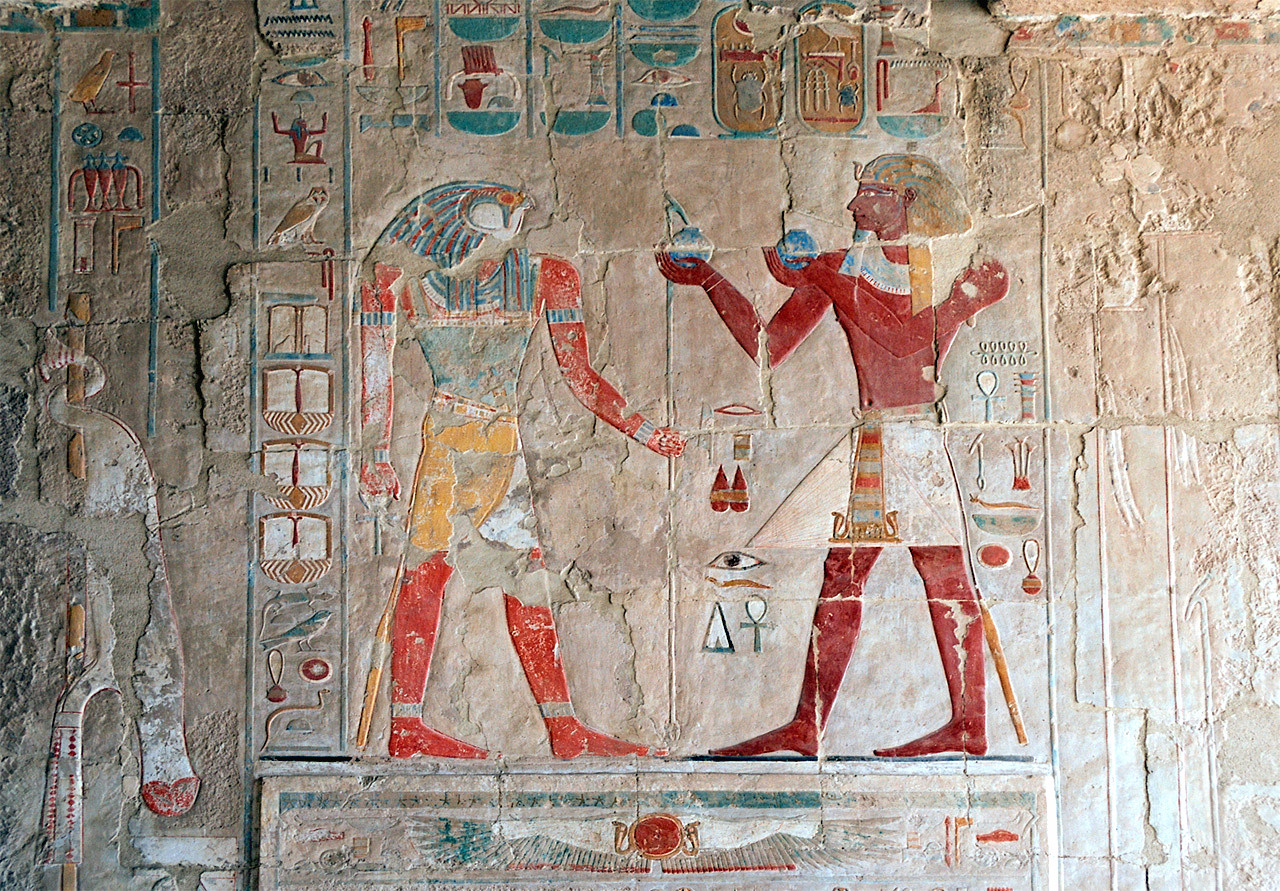
Стінопис
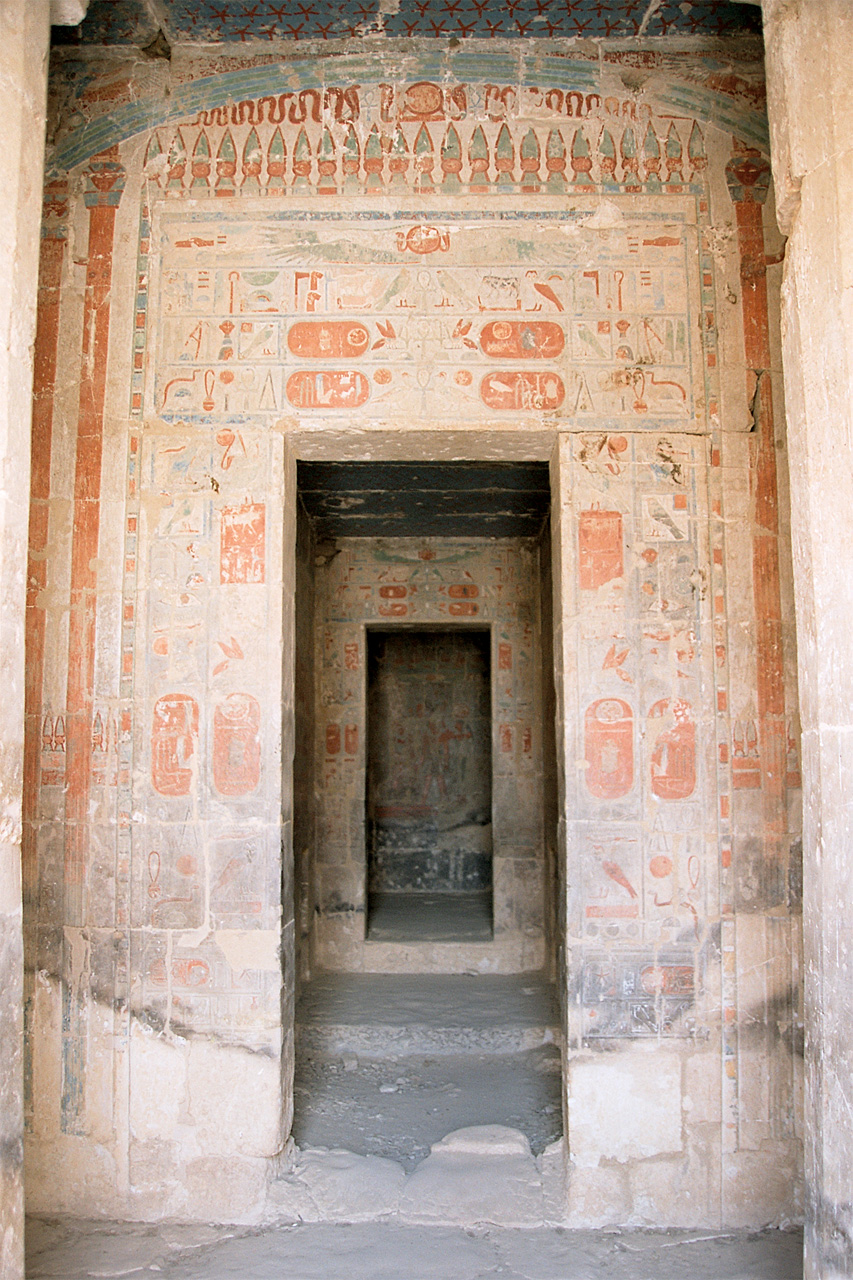
Вхід у святилище

## Розстріл туристів в Дейр-ель-Бахрі
Вранці 17 листопада 1997 група ісламістських терористів розстріляла відвідувачів храму Хатшепсут в Дейр-ель-Бахрі. Загинуло 62 людини: четверо єгиптян і 58 іноземних туристів.